# Важеніна Алла Іванівна
Алла Іванівна Важеніна  (рос. Алла Ивановна Важенина, 29 травня 1983, м. Шадринськ, Курганська область, РРФСР, СРСР) — російська та казахська важкоатлетка, олімпійська медалістка. Заслужений майстер спорту Республіки Казахстан. Майстер спорту Росії міжнародного класу.

## Виступи на Олімпіадах
| Олімпіада  | Дисципліна      | Місце  |
| ---------- | --------------- | ------ |
| Пекін 2008 | важка категорія | Золото |

У серпні 2015 року розпочалися повторні аналізи на виявлення допінгу зі збережених зразків з Олімпійських ігор у Пекіні 2008 року та Лондоні 2012 року.
Перевірка зразків китайської важкоатлетки Цао Лей з Пекіна 2008 року, що посіла на тій Олімпіаді перше місце, призвела до позитивного результату на заборонену речовину GHRP-2 та метаболіт (GHRP-2 M2). Рішенням дисциплінарної комісії Міжнародного олімпійського комітету від 12 січня 2017 року в числі інших 8 спортсменів вона була дискваліфікована з Олімпійських ігор в Пекіні 2008 року і позбавлена золотої олімпійської медалі. Чемпіонський титул пекінської Олімпіади у ваговій категорії до 75 кг перейшов до Алли Важеніної, що тоді представляла Казахстан і показала другий результат.